# Жессі Мулен
Жессі Мулен (фр. Jessy Moulin, нар. 13 січня 1986, Валанс) — французький футболіст, воротар клубу «Труа».

## Ігрова кар'єра
Народився 13 січня 1986 року в місті Валанс. Вихованець футбольної школи клубу «Сент-Етьєн», з яким 2008 року підписав свій перший професіональний контракт. Для отримання ігрової практики сезон 2008/09 провів у клубі третього за рівнем дивізіону країни «Арль», відігравши за команду 26 матчів у чемпіонаті. Наступний сезон голкіпер також відіграв у цій же лізі Франції за клуб «Фрежус-Сен-Рафаель».
У сезоні 2010/11 Мулен був заявлений за основну команду «Сент-Етьєна», в якій дебютував 15 травня 2011 року в матчі Ліги 1 проти «Ренна», замінивши у другому таймі травмованого основного воротаря команди Жеремі Жано. Після цього воротар відіграв і 2 наступні матчі, що залишилися в чемпіонаті.
З початком наступного сезону, після приходу в клуб досвідченого Стефана Руфф'є, Жессі Мулен був відданий в оренду в «Клермон», який виступав в той час у Лізі 2. У «Клермоні» Мулен не зміг скласти конкуренцію Фаб'єну Фарноллю і перший матч за команду зіграв тільки у третьому раунді кубка Франції проти «Орлеана» 7 січня 2012 року. Загалом за сезон Мулен зіграв лише 2 матчі в Лізі 2 і після закінчення сезону повернувся в «Сент-Етьєн». Там Жессі став багаторічним дублером Стефана Руфф'є. Станом на 8 листопада 2019 року відіграв за команду із Сент-Етьєна 16 матчів в національному чемпіонаті.

## Статистика виступів

### Статистика клубних виступів
| Сезон                  | Команда                | Чемпіонат              | Чемпіонат | Чемпіонат | Національний кубок | Національний кубок | Національний кубок | Континентальні кубки | Континентальні кубки | Континентальні кубки | Інші змагання | Інші змагання | Інші змагання | Усього | Усього | Усього |
| Сезон                  | Команда                | Ліга                   | Ігор      | Голів     | Ліга               | Ігор               | Голів              | Ліга                 | Ігор                 | Голів                | Ліга          | Ігор          | Голів         | Ігор   | Голів  |        |
| ---------------------- | ---------------------- | ---------------------- | --------- | --------- | ------------------ | ------------------ | ------------------ | -------------------- | -------------------- | -------------------- | ------------- | ------------- | ------------- | ------ | ------ | ------ |
| 2005–06                | «Сент-Етьєн»           | Л1                     | 0         | 0         | КФ+КЛ              | -                  | -                  |                      | -                    | -                    |               | -             | -             | 0      | 0      |        |
| 2007–08                | «Сент-Етьєн»           | Л1                     | 0         | 0         | КФ+КЛ              | -                  | -                  |                      | -                    | -                    |               | -             | -             | 0      | 0      |        |
| 2008–09                | «Арль»                 | НЧ (ІІІ)               | 26        | -24       | КФ                 | 1                  | -2                 |                      | -                    | -                    |               | -             | -             | 27     | -26    |        |
| 2009–10                | «Фрежус-Сен-Рафаель»   | НЧ (ІІІ)               | 16        | -12       | КФ                 | 1                  | 0                  |                      | -                    | -                    |               | -             | -             | 17     | -12    |        |
| 2010–11                | «Сент-Етьєн»           | Л1                     | 3         | -3        | КФ+КЛ              | -;0                | 0                  |                      | -                    | -                    |               | -             | -             | 3      | -3     |        |
| 2011–12                | «Клермон»              | Л2 (ІІ)                | 2         | -4        | КФ+КЛ              | 3                  | -1                 |                      | -                    | -                    |               | -             | -             | 5      | -5     |        |
| 2012–13                | «Сент-Етьєн»           | Л1                     | 0         | 0         | КФ+КЛ              | 1+0                | -0;0               |                      | -                    | -                    |               | -             | -             | 1      | 0      |        |
| 2013–14                | «Сент-Етьєн»           | Л1                     | 0         | 0         | КФ+КЛ              | 1+0                | -1;0               | ЛЄ                   | 0                    | 0                    |               | -             | -             | 1      | -1     |        |
| 2014–15                | «Сент-Етьєн»           | Л1                     | 0         | 0         | КФ+КЛ              | 0                  | 0                  | ЛЄ                   | 0                    | 0                    |               | -             | -             | 0      | 0      |        |
| 2015–16                | «Сент-Етьєн»           | Л1                     | 0         | 0         | КФ+КЛ              | 0+1                | 0;-1               | ЛЄ                   | 1                    | -1                   |               | -             | -             | 2      | -2     |        |
| 2016–17                | «Сент-Етьєн»           | Л1                     | 6         | -3        | КФ+КЛ              | 1+0                | -3;0               | ЛЄ                   | 4                    | -2                   |               | -             | -             | 11     | -8     |        |
| 2017–18                | «Сент-Етьєн»           | Л1                     | 4         | -6        | КФ+КЛ              | 2+0                | -1;0               |                      | -                    | -                    |               | -             | -             | 6      | -7     |        |
| 2018–19                | «Сент-Етьєн»           | Л1                     | 1         | -1        | КФ+КЛ              | 0+0                | 0                  |                      | -                    | -                    |               | -             | -             | 1      | -1     |        |
| Усього за «Сент-Етьєн» | Усього за «Сент-Етьєн» | Усього за «Сент-Етьєн» | 14        | -13       |                    | 6                  | -6                 |                      | 5                    | -3                   |               | -             | -             | 25     | -22    |        |
| Усього за кар'єру      | Усього за кар'єру      | Усього за кар'єру      | 58        | -53       |                    | 11                 | -9                 |                      | 5                    | -3                   |               | -             | -             | 74     | -65    |        |

## Титули і досягнення
- Володар Кубка французької ліги (1):

«Сент-Етьєн»: 2012-13